# Gmina Kosów Lacki
Gmina Kosów Lacki là một gmina đô thị-nông thôn (quận hành chính) ở huyện Sokołów, Masovian Voivodeship, ở phía đông trung bộ của Ba Lan. Khu vực bầu cử của nó là thị trấn Kosów Lacki, nằm cách Sokołów Podlaski khoảng 23 kilômét (14 mi) về phía bắc và cách Warsaw 89 km (55 mi) về phía đông bắc.
Gmina có diện tích 200,17 kilômét vuông (77,3 dặm vuông Anh), và tính đến năm 2006, tổng dân số của nó là 6.629 người (trong đó dân số của Kosów Lacki lên tới 2.135 người, và dân số của vùng nông thôn của gmina là 4.494 người).

## Làng
Ngoài thị trấn Kosów Lacki, Gmina Kosów Lacki bao gồm các làng và các khu định cư như Albinów, Bojary, Buczyn Dworski, Buczyn Szlachecki, Chruszczewka Szlachecka, Chruszczewka Włościańska, Debe, Dybów, Grzymały, Guty, Henrysin, Jakubiki, Kosów Ruski, Kosów- Hulidów, Krupy, Kutyski, Łomna, Nowa Maliszewa, Nowa Wies Kosowska, Nowy Buczyn, Rytele Święckie, Sągole, Stara Maliszewa, Telaki, Tosie, Trzciniec Duży, Trzciniec Maly, Wolka Dolna, Wolka Okrąglik, Wyszomierz và Żochy.

## Gmina lân cận
Gmina Kosów Lacki giáp với các gmina như Ceranów, Małkinia Górna, Miedzna, Sabnie, Sadowne, Sokołów Podlaski, Sterdyń và Stoczek.